# Сергеевка (Панинский район)
Сергеевка — село в Панинском районе Воронежской области.
Входит в Октябрьское сельское поселение. Ранее было административным центром Сергеевского сельского поселения.

## География

### Улицы
- ул. Заречная
- ул. Ленина
- ул. Понявина
- ул. Советская

## Население
| 1859 | 1897  | 2000 | 2005 | 2010 |
| ---- | ----- | ---- | ---- | ---- |
| 1120 | ↗1880 | ↘357 | ↘307 | ↘217 |